# Lycophidion capense
Espèce
Synonymes
- Lycodon capensis Smith, 1831
- Lycophidion jacksoni Boulenger, 1893
- Lycophidion abyssinicum Boulenger, 1893
- Lycophidion horstokii Duméril & Bibron, 1854
- Lycophidion semicinctum Scortecci, 1931
- Lycophidion capense vermiculatum Laurent, 1968

Lycophidion capense est une espèce de serpents de la famille des Lamprophiidae.

## Répartition
Cette espèce se rencontre dans la moitié Est de l'Afrique.

## Liste des sous-espèces
Selon The Reptile Database (25 avril 2015) :
- Lycophidion capense jacksoni Boulenger, 1893
- Lycophidion capense capense (Smith, 1831)
- Lycophidion capense loveridgei Laurent, 1968

## Taxinomie
Les sous-espèces Lycophidion capense pembanum et Lycophidion capense multimaculatum ont été élevées au rang d'espèce.

## Étymologie
Son épithète spécifique, composée de cap[e] et du suffixe latin -ense, « qui vit dans, qui habite », lui a été donnée en référence au lieu de sa découverte, Le Cap.

## Galerie

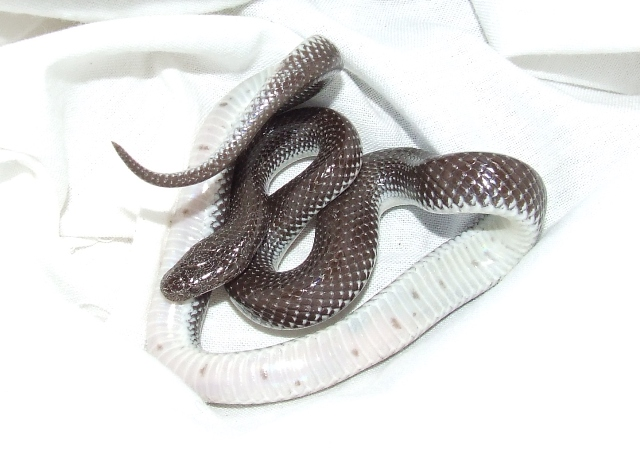
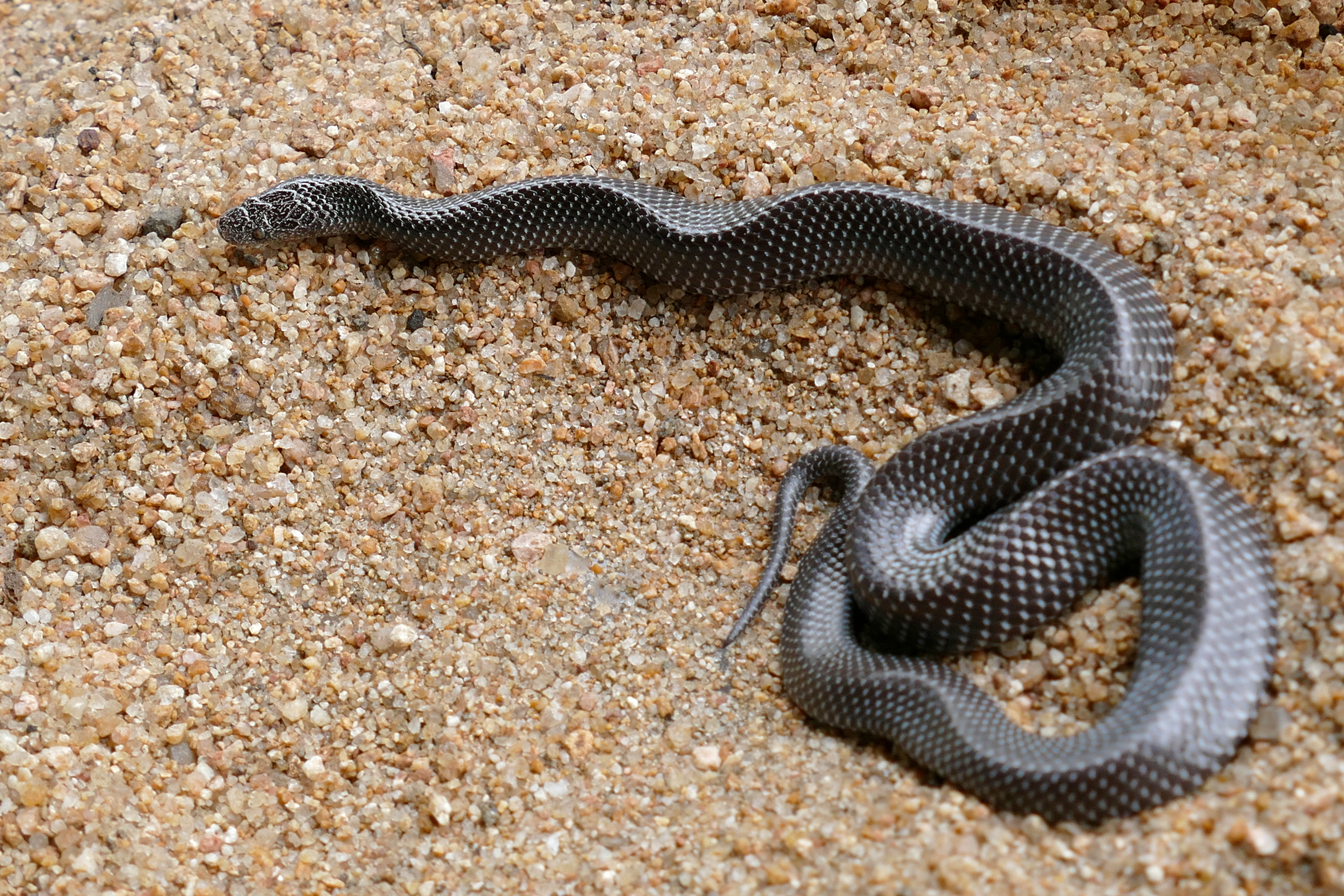

## Publications originales
- Boulenger, 1893 : Catalogue of the Snakes in the British Museum (Natural History), vol. 1, p. 1-448 (texte intégral).
- Laurent, 1968 : A re-examination of the snake genus Lycophidion Duméril & Bibron. Bulletin of The Museum of Comparative Zoology, vol. 136, no 12, p. 461-482 (texte intégral).
- Smith, 1831 : Contributions to the natural history of South Africa. South African quarterly journal, vol. 1, no 5, p. 9-24 (texte intégral).